# Paroníquia
La paroníquia (o panadís periunguial) és la infecció en la pell que envolta les ungles dels dits dels peus i de les mans. El plec unguial manifesta inflamació amb destrucció de la cutícula i ocasionalment amb supuració. Necessita tractament mèdico-quirúrgic.,
També es coneix com a perioníquia o perionixis, i popularment també panadís, voltadits, rodadits, cercadits, trescadits, saltadits o segadits de primer grau.

## Causes
Ocorre quan una bacteri, fong o virus herpes simple infecta la pell que envolta l'ungla per lesions en la zona com talls o fisures i rascada o retlla del cutícula de l'ungla, per maceració o per manicura o pedicura mal realitzada.

## Símptomes
- Enrogiment i inflor de la pell al voltant de l'ungla.
- Formació de pus prop de l'ungla.
- Dolor fort i sensibilitat al contacte.
- Decoloració de l'ungla.
- Palpitacions o zub-zub (pulsació dolorosa) en la zona afectada.

## Tractament
Els tractament són diferents en la paroníquia aguda (banys repetits en aigua calenta) i la crònica (amb fungicides).

## Font
- American Family Physician